# Meganola albula
Meganola albula là một loài bướm đêm thuộc họ Nolidae. Nó được tìm thấy ở châu Âu.
Sải cánh dài 18–24 mm. Chiều dài cánh trước là 10–11 mm. Con trưởng thành bay làm một đợt from giữa tháng 6 đến tháng 8.
Ấu trùng ăn blackberry, rubus idaeus, woodland strawberry và vaccinium species.

## Hình ảnh

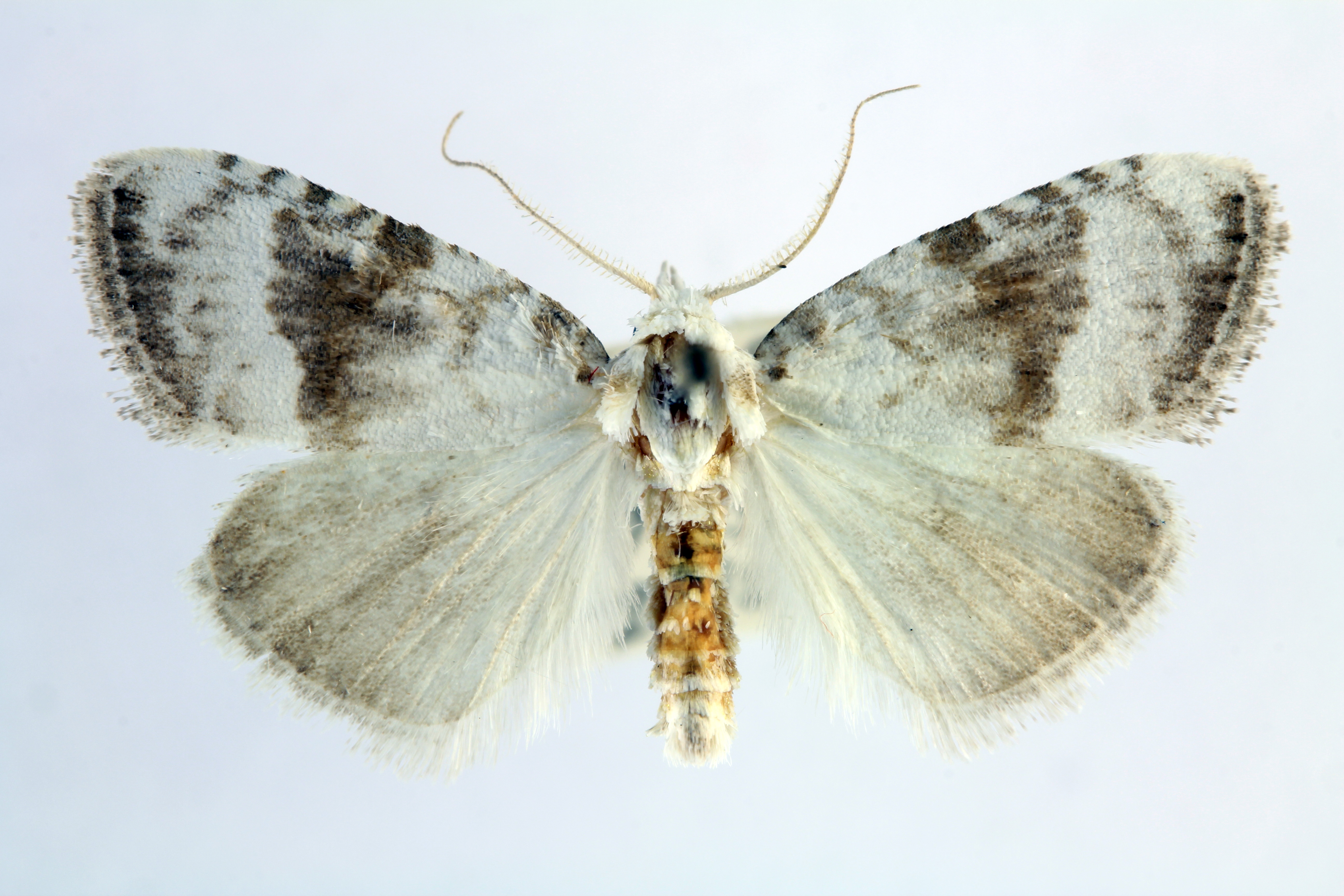
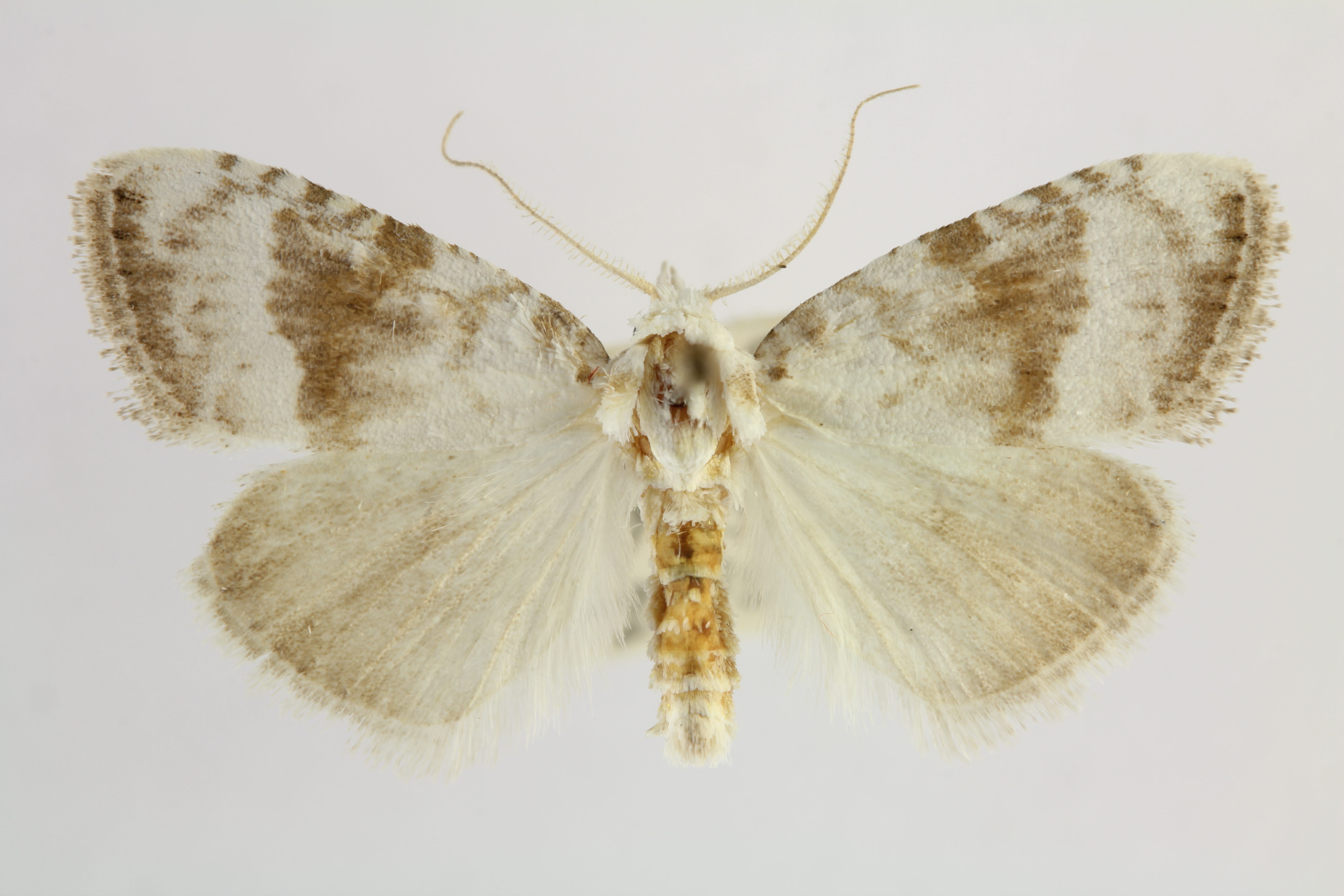
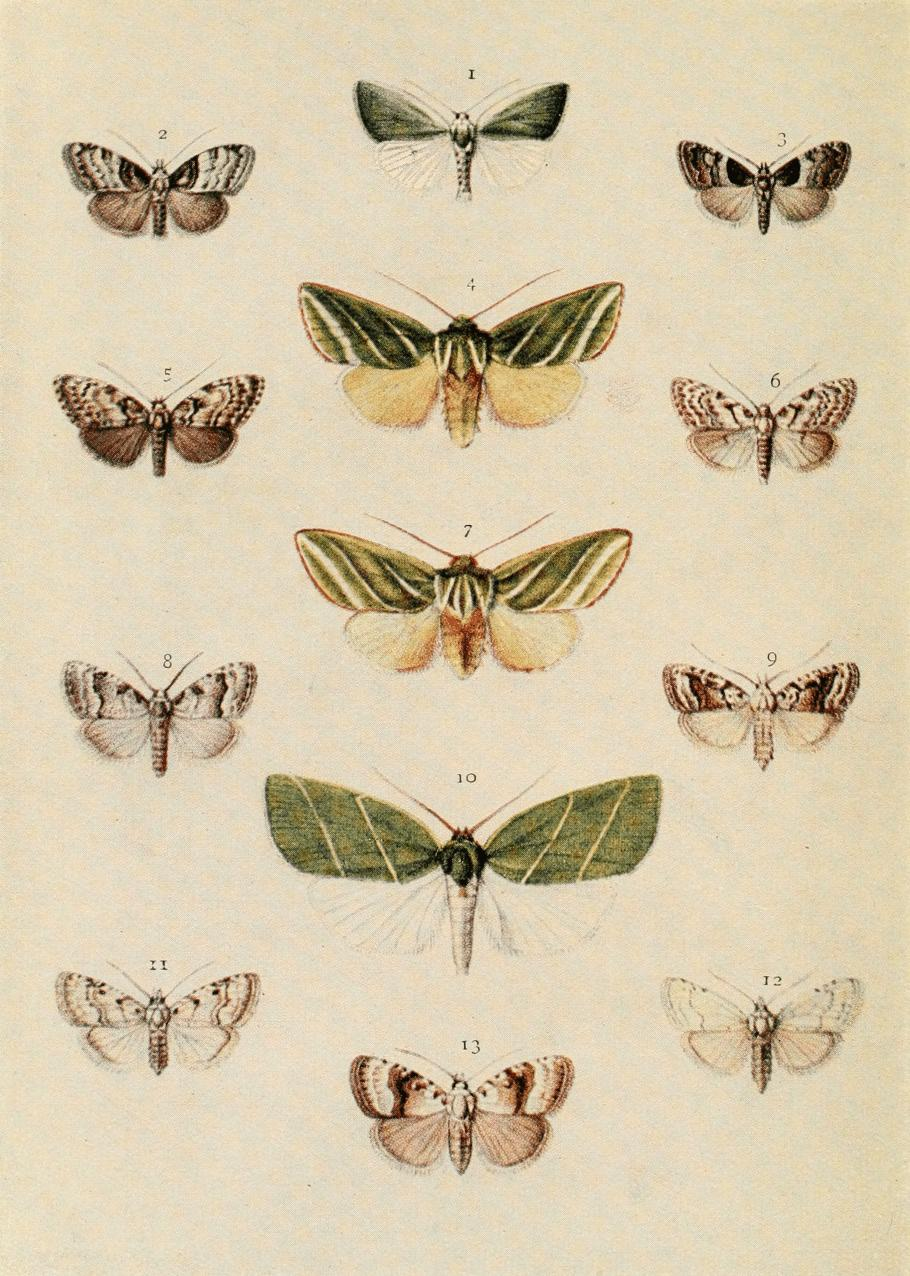